# Demetrios 3. af Seleukideriget
Demetrios 3. Eukairos Filopator (? – 88 f.Kr.) var konge af resten af det decimerede Seleukiderige centreret omkring Syrien.
Han var søn af kong Antiochos 8. Grypos og kom med støtte fra farao Ptolemaios 9. Lathyros i besiddelse af en række områder i det sydlige Syrien, centreret omkring Damaskus, hvor han holdt hof. Han besejrede den jødiske kong Alexander Jannæus i kamp, men den jødiske befolknings uvilje mod hans tilstedeværelse tvang ham til at trække sig tilbage.
Demetrios fortsatte seleukidernes hang til slægtsfejder og lå i krig med broderen Filip 1. Filadelfos. Han invaderede broderens magtbase i nord, men blev taget tilfange af den parthiske kong Mithridates 2., der benyttede sig af Seleukiderigets interne splid og opløsning til at ekspandere sit rige. Demetrios døde i parthisk fangenskab og efterlod sig ikke nogen kendte sønner.
Hans besiddelse omkring Damaskus overgik til hans loyale yngre broder, Antiochos 12. Dionysos.